# Марко Мандић (фудбалер)
Марко Мандић (Нови Сад, 11. март 1999) српски је фудбалер који тренутно наступа за ФA Шјауљај.

## Каријера
Мандић је крајем 2016. године раскинуо дотадашњи стипендијски уговор са Партизаном. Одмах затим, почетком наредне године, приступио је Војводини. За први тим тог клуба дебитовао је у последњем колу Суперлиге Србије за такмичарску 2017/18, када се Војводина сусрела са Чукаричким. Тада је у игру ушао у 78. минуту, заменивши на терену Лазара Зличића, стрелца првог поготка на утакмици. У јулу 2018. године, Мандић је потписао четворогодишњи професионални уговор с Војводином. Истог лета отишао је на полусезонску позајмицу у Бечеј, али је током зимске паузе она продужена до краја такмичарске 2018/19. По истеку позајмице, Мандић се привремено вратио у редове Војводине, али је нешто касније уступљен Кабелу. У Кабелу је наступао током наредне две сезоне. Лета 2021. године потписао је за ОФК Бачку из Бачке Паланке, док је годину дана касније прешао у новосадску Младост. Због повреде коју је претрпео током марта 2023. пропустио је остатак календарске године. У јануару 2024. приступио је екипи РФК Новог Сада.

## Репрезентација
Мандић је током фебруара 2016. био на списку кадетске репрезентација Србије, за коју је наступио на пријатељским сусретима с Италијом и Бугарском.

## Статистика

### Клупска
Ажурирано 24. јануара 2024.
|                     |          |                  |     |   |   |   |   |   |   |   |     |   |  |  |
| Војводина           | 2017/18. | Суперлига Србије | 1   | 0 | — | — | — | — | — | — | 1   | 0 |  |  |
|                     |          |                  |     |   |   |   |   |   |   |   |     |   |  |  |
| Бечеј (позајмица)   | 2018/19. | Прва лига Србије | 26  | 0 | — | — | — | — | — | — | 26  | 0 |  |  |
|                     |          |                  |     |   |   |   |   |   |   |   |     |   |  |  |
| Кабел (позајмица)   | 2019/20. | Прва лига Србије | 14  | 0 | — | — | — | — | — | — | 14  | 0 |  |  |
| Кабел (позајмица)   | 2020/21. | Прва лига Србије | 21  | 0 | 1 | 0 | — | — | — | — | 22  | 0 |  |  |
| Кабел (позајмица)   | Укупно   | Укупно           | 35  | 0 | 1 | 0 | — | — | — | — | 36  | 0 |  |  |
|                     |          |                  |     |   |   |   |   |   |   |   |     |   |  |  |
| Бачка Бачка Паланка | 2021/22. | Прва лига Србије | 29  | 0 | 1 | 0 | — | — | — | — | 30  | 0 |  |  |
|                     |          |                  |     |   |   |   |   |   |   |   |     |   |  |  |
| Младост Нови Сад    | 2022/23. | Суперлига Србије | 18  | 0 | 0 | 0 | — | — | — | — | 18  | 0 |  |  |
|                     |          |                  |     |   |   |   |   |   |   |   |     |   |  |  |
| Каријера            | Каријера | Каријера         | 109 | 0 | 2 | 0 | — | — | — | — | 111 | 0 |  |  |
|                     |          |                  |     |   |   |   |   |   |   |   |     |   |  |  |

### Утакмице у дресу репрезентације
| Репрезентација Србије у узрасту до 17 година старости | Репрезентација Србије у узрасту до 17 година старости | Репрезентација Србије у узрасту до 17 година старости | Репрезентација Србије у узрасту до 17 година старости | Репрезентација Србије у узрасту до 17 година старости | Репрезентација Србије у узрасту до 17 година старости | Репрезентација Србије у узрасту до 17 година старости | Репрезентација Србије у узрасту до 17 година старости | Репрезентација Србије у узрасту до 17 година старости | Репрезентација Србије у узрасту до 17 година старости |
| #                                                     | Датум                                                 | Такмичење                                             | Локација                                              | Домаћин                                               | Резултат                                              | Гост                                                  | Гол                                                   | Реф.                                                  |                                                       |
| ----------------------------------------------------- | ----------------------------------------------------- | ----------------------------------------------------- | ----------------------------------------------------- | ----------------------------------------------------- | ----------------------------------------------------- | ----------------------------------------------------- | ----------------------------------------------------- | ----------------------------------------------------- | ----------------------------------------------------- |
| 1.                                                    | 16. фебруар 2016.                                     | Пријатељска утакмица                                  | Градски стадион, Манцано                              | Италија                                               | 3 : 1                                                 | Србија                                                |                                                       | [ 20 ]                                                |                                                       |
| 2.                                                    | 27. фебруар 2016.                                     | Пријатељска утакмица                                  | Градски стадион, Параћин                              | Србија                                                | 2 : 0                                                 | Бугарска                                              |                                                       | [ 22 ]                                                |                                                       |
| 2                                                     | Укупан број утакмица и постигнутих погодака           | Укупан број утакмица и постигнутих погодака           | Укупан број утакмица и постигнутих погодака           | Укупан број утакмица и постигнутих погодака           | Укупан број утакмица и постигнутих погодака           | Укупан број утакмица и постигнутих погодака           | 0                                                     | [ 30 ]                                                |                                                       |